# Лютня (Краснопольский район)
Лютня — деревня в Краснопольском районе Могилёвской области Белоруссии. Входит в Сидоровский сельсовет.
Шоссейное сообщение с районным центром, имеется магазин.

## История
По легенде название деревни произошло от народного музыкального инструмента — лютни, на которой играли молодые люди, парень и девушка, убитые разбойниками накануне их свадьбы.
После первого раздела Речи Посполитой (1772) деревня (8 дворов), как и окрестные земли, перешла во владение видном российскому сановнику князю А. М. Голицыну, бывавшему в своих владения наездами.

## Экономика и социальная сфера
В деревне осуществляется программа наведения порядка землепользования, повышения эффективности использования и охраны земель и вовлечение их в хозяйственный оборот, природоохранные мероприятия.
Для решения социальных проблем и улучшения условий проживания жителей в деревне по решению исполкома сельского совета открыт Дом социальных услуг.

## Известные жители
Деревня — родина советской певицы Марии Пахоменко